# 007 スペクター
『007 スペクター』（原題: Spectre）は、2015年のスパイアクション映画。イーオン・プロダクションズが製作する「ジェームズ・ボンド」シリーズの第24作である。ダニエル・クレイグが架空のMI6諜報員、ジェームズ・ボンドを演じる4作目の作品で、サム・メンデスが『007 スカイフォール』からシリーズ2作目の監督を務め、脚本は、ジョン・ローガン、ニール・パーヴィス、ロバート・ウェイド、ジェズ・バターワースが務めた。
製作費は約2億4500万ドルと推定されているが、一部の情報では3億ドルとも言われており、これまでに製作された映画の中でも最も高い作品の一つである。
10月26日にロンドンでプレミア上映され、その後、IMAX上映を含む全世界での公開が始まった。11月6日に北米で、日本では12月4日に公開された。批評家からは、本作のアクションシーン、撮影技術、演技、映画音楽を賞賛する一方で、テンポを批判されるも、かなり好意的な評価を得た。サム・スミスが演奏・共作した主題歌「ライティングズ・オン・ザ・ウォール」は、アカデミー賞とゴールデングローブ賞の歌曲賞を受賞した。全世界で8億8,000万ドル以上の興行収入を記録し、2015年の興行収入ランキングでは6位、インフレーション調整前の累計では『007 スカイフォール』に次ぐシリーズ2位となった。

## あらすじ
メキシコシティで催されている「死者の日」において、ジェームズ・ボンド（ダニエル・クレイグ）は建物の屋上から窓越しにスキアラ（アレクサンドロ・クレモナ）という男に銃口を向け発砲、スキアラがスタジアム爆破テロのため用意していた爆薬入りのスーツケースが被弾して爆発し、スキアラの居た建物は倒壊。辛くも逃げおおせたスキアラを追うボンドは、爆発による混乱の中でヘリコプターで逃亡しようとしていたスキアラを追い詰め、彼の手からある紋章の刻まれた指輪を奪うと、最終的にヘリから地上へ突き落とす。
MI6本部に戻ったボンドは、任務外で起こしたメキシコシティでの一件をM（レイフ・ファインズ）から叱責され、しばらくの間謹慎命令を下される。また所在地や体調を追跡するためのスマートブラッドを体内に注入されるが、Q（ベン・ウィショー）に頼んで追跡開始までに48時間の猶予を得る。その後、前作での"スカイフォール"での出来事で燃え残った残骸を自宅へ届けにきたマネーペニー（ナオミ・ハリス）に、メキシコシティでの出来事が、前作で落命した前任のMからの遺言によるものであることを明かす。そして彼は残骸の中から見つけ出された古い写真を、感慨深そうに見るのだった。その写真には少年時代のボンド、養父、そしてもう一人の少年が写っていた。
その後、ボンドはQ課から自動車を無断で持ち出し、前任のMの遺言に従ってローマに向かい、そこでスキアラの未亡人であるルチア（モニカ・ベルッチ）に近づく。始めは夫を殺した張本人ということもあり不信を抱かれるも、彼女を秘密組織の処刑人から守り誘惑したボンドは命を助けることと引き換えに、その組織の秘密会議が開かれることを聞きだし、会議に潜入する。秘密会議で暗闇から登場し、圧倒的な威厳と恐怖でその場を支配する組織の首領はかつてボンドが幼少期を共に過ごした義兄、フランツ・オーベルハウザー（クリストフ・ヴァルツ）だった。フランツはボンドがその場に潜入している事も知っており、ボンドは逃走するも組織の一員であるMr. ヒンクス（デイヴ・バウディスタ）に追跡される。ヒンクスとのカーチェイスの末、ボンドは車をテヴェレ川に沈めてしまうが脱出に成功。その後マネーペニーと連絡を取り合い、前々作で対峙したMr. ホワイト（イェスパー・クリステンセン）がカギを握っていることを掴む。
ボンドはオーストリアの渓谷にあるホワイトの潜伏先に向かい、そこでオーベルハウザーと対立したことで携帯電話にタリウムを仕掛けられ、タリウム中毒となり死に瀕したホワイトの姿を見出す。ホワイトは、組織が世界規模で暗躍する巨大犯罪シンジケートであること、組織から命を狙われている娘のマドレーヌ・スワン（レア・セドゥ）を助けるのと引き換えに、彼女が手掛かりとなる「アメリカン」の居場所を教えると告げ、ボンドが渡した拳銃で自決したのだった。
一方、ロンドンではMI5の新責任者であるCことマックス・デンビー（アンドリュー・スコット）がボンドの行動を問題視し、彼が「時代遅れ」と評している00部門の機能を停止させてMI6をMI5に吸収させることを画策しており、Mは対応に追われていた。さらに、東京で開かれた世界会議で9か国の情報網を統合するという提案の賛否投票が開始された。当初南アフリカが反対票を投じていたが、後に南アフリカ国内で爆破テロが発生して賛成票に転じた事により、全会一致で案が通過してしまう事態となった。そしてCからローマにおけるボンドとマネーペニーの会話を監視していることを告げられたMは、マネーペニーとQにボンドの追跡を断念すべきである旨を伝えたのだった。
マドレーヌが勤めるオーストリア山岳地帯の医療施設を訪れたボンドは、患者を装って彼女に接近し、正体を明かしてホワイトの遺言を伝えるが追い出されてしまう。また、ボンドは密かに追ってきたQから本国での状況を知らされるが、マドレーヌがヒンクスらにさらわれる。彼女を追って救出したボンドは、最初こそ拒絶されるも、行動を共にするしか生き延びる術はないと説き、行動を共にすることになる。一方、医療施設でボンドから指輪の解析を頼まれたQは、山を下りるロープウェイの中で組織の構成員に追われるも何とか回避する。その後、ボンドとマドレーヌはホテルでQと合流し、彼からこれまでボンドを襲った悲劇が同じ秘密組織の仕組んだものであることを告げられると同時に、マドレーヌから組織の名称が「スペクター」であることを知る。
当初、「アメリカン」が特定の人物を示す言葉だと思っていたボンドだが、マドレーヌからそれがモロッコのタンジールにあるホテルの名前だと知らされる。ホテル・アメリカンはMr.ホワイトが新婚旅行で訪れて以来、毎年家族と訪れていた思い出の場所だった。早速ホワイトがいつも泊まっていた部屋で手掛かりを探すボンドだったが、見つかったのは1本の酒だけだった。半ば諦めかけたボンドだが、1匹のネズミが逃げ込んだ壁に貼り付けられていた絵がずれている事に気づき、壁を破ると隠し部屋を発見する。そこでボンドとマドレーヌは、ホワイトがオーベルハウザーを追跡し続けていたことを知り、拠点となっている場所の座標も発見する。座標の数字を地図と照らし合わせると、そこは北アフリカの砂漠の真ん中だった。
マドレーヌと共に特急列車に乗り込んでスペクターの秘密基地に向かうボンドは、途中車内でヒンクスに襲われるも、なんとか撃退しマドレーヌと関係を深める。砂漠の駅で列車を降りた二人の前に出迎えが現れ、クレーターの中に隠されたスペクターの基地に到着した二人は、そこで再度オーベルハウザーと対面。オーベルハウザーは二人に世界各国の監視カメラ映像を傍受する大規模な監視施設を見せ、Cの提唱する情報網統合案「ナイン・アイズ」を使い、各国の機密情報を掌握し、支配する事が目的であることを明かす。そのことを聞かされたボンドはCもスペクターの側についていることを悟る。さらにボンドとホワイトが最後に対峙した際の映像も見せられ、ボンドはホワイトの死の瞬間からマドレーヌの目をそらさせることには成功するも、直後にオーベルハウザーの部下に昏倒させられてしまう。
意識を取り戻したボンドは拷問台に拘束されていた。オーベルハウザーは脳の機能を破壊するドリルを準備しながら、20年前の雪崩事故においてボンドの養父でもあるフランツの父を殺し、自らの死をでっち上げたことと、それ以来「エルンスト・スタヴロ・ブロフェルド」を名乗っていることを明かす。事実を聞かされたボンドは、頭部に極細のドリルを突き刺される拷問にかけられるが、腕時計に仕掛けてあった小型爆弾を起動させてマドレーヌに渡し、爆発の混乱に乗じて窮地を脱して、基地を破壊した。
マドレーヌとロンドンに戻ったボンドはM、Q、マネーペニー、タナーと落ち合い、協力してCの身柄を確保し、ナイン・アイズがその日の深夜24時に正式稼働するのを阻止することとなる。しかしマドレーヌはスパイとして生きるボンドと行動を共にすることはできないと告げ、その場を去る。彼女を除いた5人が行動に動きだすも、Cの配下がボンドとMの乗った車を急襲し、ボンドを廃墟と化した旧MI6本部に拉致するが、ボンドは配下を倒してひとり本部建物内に足を踏み入れる。建物にはアフリカで右目を含めた顔の右側を負傷したブロフェルドが待ち受けており、ボンドにマドレーヌを拉致したことと、3分後に建物が爆破されると告げ、起爆装置のタイマーを作動させる。
一方、間一髪で車輌から逃げおおせたMはQ、マネーペニー、タナーと合流し、旧MI6本部の対岸に建設された新国家保安センター庁舎に向かう。そこでQはナイン・アイズのプログラムへのハッキングに成功し、Mは庁舎内でCと格闘の末、Cは転落死する。そしてM達の目の前で旧MI6本部が爆発音とともに崩壊するが、マドレーヌを見つけ出し救出していたボンドは高速ボートでテムズ川に脱出。そしてボンドは、ヘリで逃走するブロフェルドを追跡、エンジン部分を狙い撃ち、ブロフェルドが搭乗するヘリはウェストミンスター橋に不時着する。
負傷したブロフェルドが這い出したところにボンドが立ちふさがり、彼に銃口を突き付ける。ブロフェルドはボンドに自身を殺して決着をつけるよう挑発するが、彼は銃弾を抜き銃を捨てて、その場を去ってマドレーヌのもとに向かうのだった。その後、Mによりブロフェルドは身柄が確保される。
後日、引退したはずのボンドが早朝のQ課に姿を現す。彼は前作で大破し修復が完了した自身の車をQから受け取り、マドレーヌを助手席に乗せると、ロンドンの街へ走り去っていった。

## キャスト

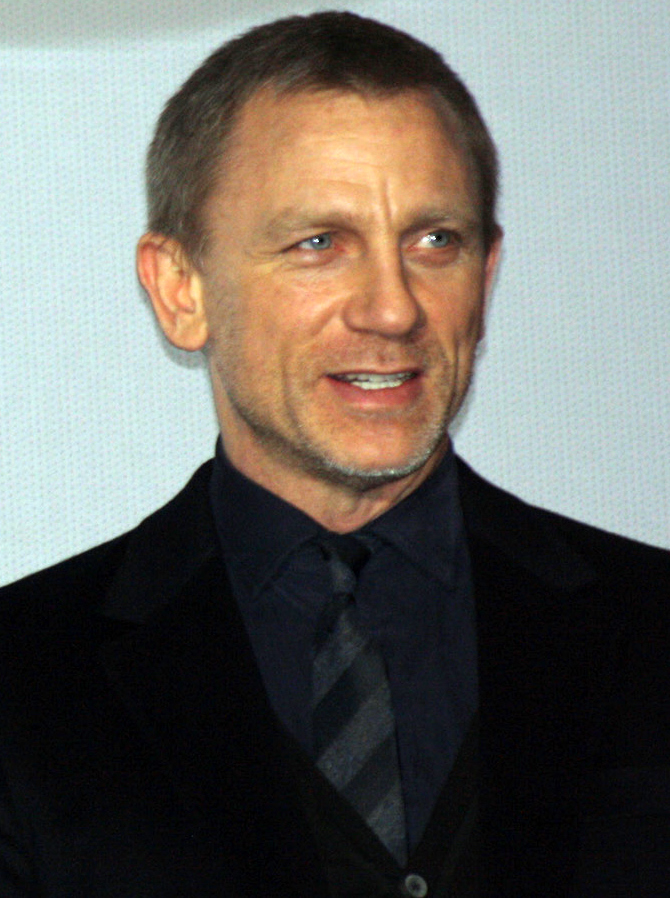
主演のダニエル・クレイグ

ジェームズ・ボンド
演 - ダニエル・クレイグ、日本語吹替 - 藤真秀
主人公。前任のMの遺言を受け、メキシコシティにて非公認の任務を秘密裏に進める。そこで、対象の男であるマルコ・スキアラから奪った、ある紋章が入ったリング (指輪) を手掛かりに、Qやマネーペニーの協力を受けつつ、謎の組織を追ってイタリア (ローマ) 、オーストリア、モロッコと世界中を飛び回る。
フランツ・オーベルハウザー / エルンスト・スタヴロ・ブロフェルド
演 - クリストフ・ヴァルツ、日本語吹替 - 山路和弘
本作の悪役。謎の巨大組織「スペクター」を束ねる首領。父ハンスは幼少期のボンドの後見人であり、そのためボンドとは義理の兄弟の関係にある。
秘密会議にてボンドと「再会」した後、ボンドが自らを探し求めてやって来る事を事前に予見し、砂漠の真ん中の無人駅で列車を降りたボンドとマドレーヌに迎えの車をよこし、秘密基地へ2人を案内する。その後ボンドを拷問しようとしたが、マドレーヌが投げつけたボンドの時限爆弾付き腕時計の爆発で吹き飛ばされ、爆発する秘密基地と運命を共にしたかと思われたが、実際には右目と右顔面を負傷し、大きな傷跡を残しながらも生き延びていた。
マドレーヌ・スワン
演 - レア・セドゥ、日本語吹替 - 園崎未恵
本作のボンドガールの1人であり、メインのボンドガールでもある。ミスター・ホワイトの娘。オーストリアの山岳地帯にあるホフラー診療所に勤務していたが、「スペクター」の追っ手に誘拐されたところをボンドに救い出される。始めはボンドを毛嫌いしていたが、ボンドから共に行動するように諭され、また、共闘して組織の追っ手を退ける事なども重なり、次第に仲を深めていく。
「スペクター」の名前を知っており、劇中最初にその名を口にする人物。また少女時代、父を狙った殺し屋が家に押し入るも、逃げ込んだ先の台所に銃が隠されていたのを見て以来銃が嫌いになっている（この件については続編『007/ノー・タイム・トゥ・ダイ』で詳細が描かれた）。それでもボンドが護身のために拳銃の使い方を指南しようとした際には、慣れた手つきでその拳銃から弾倉を抜き取り、スライドを操作して薬室に入っていた弾薬も抜き取ってから引き金を引いて武器としては使えなくなったのを見せつけるほどであった。この行動は劇中終盤でボンドに大きな影響を与えることとなるが、いざという時は暴力の行使も厭わない面もあり、ミスター・ヒンクスの部下に薬物を注射されそうになった際は注射器を奪い取って反撃したり、列車内でヒンクスがボンドを襲った際には落ちていた鈍器で後ろから攻撃を仕掛けたり、ボンドが落とした拳銃を発砲して軽傷を負わせた。
M
演 - レイフ・ファインズ、日本語吹替 - 原康義
MI6局長でありボンドの上司。ボンドの非公認任務によるメキシコシティでの騒動が大々的に報じられ、その真相をボンドが語らなかったため、無期限の謹慎を言い渡す。他方、00セクションを廃すべく動き回るCにも翻弄される。次第にボンドの行動を理解するようになり、物語途中ではCの思惑もあってMI6の面々に別れの挨拶をするも、終盤ではボンドのサポートだけでなく自らも戦闘に参加する。
ルチア・スキアラ
演 - モニカ・ベルッチ、日本語吹替 - 五十嵐麗
本作のボンドガールの1人。夫・マルコがボンドにテロを妨害された上殺害され、自らも組織から消される運命にあったが、保険屋だと偽って近付いてきたボンドに救われる。今後も命を守ってもらう事と引き換えに、組織に関する情報をボンドに伝え、ボンドもフェリックス・ライターに保護を要請する形でそれに応えた。
Q
演 - ベン・ウィショー、日本語吹替 - 川本克彦
Mの命を受け、追跡チップでボンドの監視を行う。初めはボンドの行動に危機感を募らせ、Mの命に背く事を恐れていたが、ボンドから紋章付きのリングの解析を依頼されて真実を知り、また、その際に組織の追っ手に自身が狙われた事によってボンドの行動をサポートするようになる。
ミス・マネーペニー
演 - ナオミ・ハリス、日本語吹替 - 杉本ゆう
作中の序盤で、ボンドの生家「スカイフォール」で焼け残った遺品をボンドに届ける。そこで、ボンドがメキシコシティで行っていた任務の真相を知らされ、ボンドをサポートするようになる。
ミスター・ヒンクス
演 - デビッド・バウティスタ、日本語吹替 - 北村謙次
ボンドが殺害したマルコ・スキアラの後任として、「ペイル・キング」なる人物の抹殺の任を担う寡黙な巨漢。秘密会議に潜入したボンドを追跡し、後に列車で移動中のボンドを追い詰めるが、ボンドとマドレーヌの連携により車外に放り出され死亡した。桁外れの剛腕で運転技術がボンド並みと互角であり、火炎系と銃弾に耐性を持ち、自身が運転する車が燃えたり、ジャケットに引火してもものともしない。水平二連式の自動拳銃AF2011A1を使用。
C（マックス・デンビー）
演 - アンドリュー・スコット、日本語吹替 - 桐本琢也
表向きはMI5の責任者として、Mにスパイや00セクションが時代遅れであると指摘。世界中の情報網を統合する「ナイン・アイズ」の計画を打ち上げるが実は「スペクター」に通じており、ナイン・アイズ計画でより多くの情報を集め、自身や「スペクター」の利益のために積極活用する裏の一面を持っている。
ビル・タナー
演 - ロリー・キニア、日本語吹替 - 白熊寛嗣
Mの幕僚を務める。ボンドの行動の意図を理解した作中終盤で、M、Qやマネーペニーと共に、ボンドをサポートする。
ミスター・ホワイト
演 - イェスパー・クリステンセン、日本語吹替 - 大塚芳忠
諜報機関を相手取った従来の方針を転換し、女子供まで犠牲にするようになったブロフェルドに歯向かった事でタリウムを盛られ、オーストリアの隠れ家で瀕死の状態になっているところで、ボンドと再会する。そこで、自分に拳銃を渡してまでブロフェルドや「スペクター」を追うための手がかりを求めようとするボンドの意思を汲み取り、ボンドに追跡の手がかりを含めた形で娘のマドレーヌを守るよう頼み、彼女の居場所を教えると自ら拳銃で自決する。しかし、この時も作動していた自宅の防犯カメラがその様子を音声付きで録画していたのが仇になり、隠れ家を発見されたことでマドレーヌの居場所が「スペクター」の知るところとなってしまう。
マルコ・スキアラ
演 - アレサンドロ・クレモナ、日本語吹替 - 辻親八
メキシコシティでスタジアム爆破のテロ計画を立てるが、ボンドの妨害により負傷。ヘリコプターでの逃走を試みるが、ボンドと格闘の末、組織の紋章が入ったリングを奪われて上空でヘリの外に放り出され転落死する。妻のルチア曰く、口の堅い彼女を信頼していた一方で自らが属する組織にのめり込んでいたとのこと。
エストレーリャ
演 - ステファニー・シグマン、日本語吹替 - 御沓優子
前任のM
演 - ジュディ・デンチ（クレジットなし）、日本語吹替 - 谷育子
前作で殉職したが、生前にマルコ・スキアラに関する情報を掴んでおり、自分に何かあった時のために「マルコ・スキアラを殺して、葬式にも出て」とのビデオメッセージを死後にボンドに届くよう手配をしていた。

## スタッフ
- 原作 - イアン・フレミング
- 監督 - サム・メンデス
- 原案 - ジョン・ローガン、ニール・パーヴィス、ロバート・ウェイド
- 脚本 - ジョン・ローガン、ニール・パーヴィス、ロバート・ウェイド、ジェズ・バターワース
- プロダクションデザイン - デニス・ガスナー
- 美術監督顧問 - クリス・レーヴェ
- 衣装デザイン - ジャイニー・テマイム
- 撮影監督 - ホイテ・ヴァン・ホイテマ
- 編集 - リー・スミス
- 特殊効果 - クリス・コーボールド
- 音楽 - トーマス・ニューマン
- キャスティング - デビー・マクウィリアムズ
- プロデューサー - マイケル・G・ウィルソン、バーバラ・ブロッコリ
- 製作総指揮 - コーラム・マクドゴール
- 共同プロデューサー - アンドリュー・ノーコス、ステイシー・パースキー、デヴィッド・ホープ
- 製作 - イーオン・プロダクションズ、メトロ・ゴールドウィン・メイヤー、コロンビア ピクチャーズ、ダンジャック、ユナイテッド・アーティスツ
- 配給 - ソニー・ピクチャーズ リリーシング
  - 日本語字幕：戸田奈津子
  - 翻訳監修：今田利枝
  - 監修：酒井俊之
- 日本語吹替版
  - 演出 - 清水洋史[4]
  - 翻訳 - 松崎広幸[4]
  - 日本語版制作 - 東北新社[4]

## 制作
制作費は2億4500万ドルから3億ドルで、『007』シリーズでの史上最高額である。また148分という上映時間は、007 カジノ・ロワイヤル（2006年）の144分を上回る、シリーズ史上最長の上映時間となった。また、ダニエル・グレイグには出演料として2,400万ドル（約28億円）が支払われた。

### 舞台とロケ地
- イタリア、ローマ
- メキシコ、メキシコシティ
- イギリス、ロンドン
- モロッコ
- オーストリア
- 日本、東京（ロケなし）
- 南アフリカ共和国、ケープタウン（ロケなし）

### 批評
ネット上のアグリゲータ・レビュー「ロットン・トマトズ」では、この映画は「6.4 / 10」の平均格付けと347件の口コミをもとにして、63％の支持率を獲得した。同ウェブサイトは映画『スペクター』でダニエル・クレイグによって再登場したボンドは、確立された007のパターンに確かに依存しているが、以前のボンド映画の輝かしい、アクション主導のスペクタクルに近づいてきている」と評している。Metacriticは、この映画は、混合または平均レビューで、48人の批評家により「100のうち60」の平均スコアを得た。「CinemaScore」は、観客の投票で『スペクター』にA+からFのスケールで、平均「A−」の等級を与えた。
英国での公開前は、スペクターは主に好意的なレビューを受けていた。イギリスの「ガーディアン」紙で執筆しているマーク・カーモードは、5つ星のうち4つ星をつけ、前作『スカイフォール』の水準には達していなかったが、観客の期待には応えることができたと述べた。ピーター・ブラッドショーは、映画に5つ星を与え、「独創的でインテリジェントで複雑」と評し、クレイグのパフォーマンスを映画のハイライトとして賞賛した。他の5つ星評としては、デイリー・テレグラフ紙のロビー・コリンは本作を「堂々の会心作」であると述べ、「純粋な映画の魔術による偉業」と賞賛した。肯定的でありつつも批判的な評価としてはキム・ニューマンが、「脇にそれがちな筋書（ほとんど筋の通らないボンドの子供時代の話を盛り込むという無駄を含む）ではあるが、映画にはなっている」としつつも、「観客の忍耐力は、シリーズ中でも薄っぺらな部類に入る筋書を2時間半のアクションシーンで誤魔化した代物で試された」と感じたと述べている。IGN の Chris Tilly は10点満点中7.2点を与え、評論家クリス・ティリーは「地味ではあるが安定感がある」と評した。
アメリカでは批評的評価がまちまちだった。「フォーブス」のスコット・メンデルソンはこの映画を厳しく批判し、『スペクター』を「この30年で最悪の007映画」と難じた。「RogerEbert.com」のレビューで、マット・ゾラー・セイツは本作に、4点満点で2.5点を与えた。映画には一貫性がなく、その可能性を活用できていないとしている。ロサンゼルス・タイムズの映画をレビューしているケネス・トゥランは、「（観ていて）疲れるし」と結論付けた。ニューヨーク・タイムズのマノーラ・ダージスは、映画に「驚くべきことは何もない」と批判し、興行収入のためにその独創性を犠牲にしたと断じた。
エンターテインメント・ウィークリーのダレン・フラニッチは、『スペクター』を「いまどきの大作志向への過剰反応」と見なし、シリーズ続行への野心を燃やし、「サーガ」であることを示そうとしているとした。「『スペクター』劇中で起きることはどれも、ちょっとした論理的な批評にすら耐えられそうにない」と指摘しつつも、「スペクターを葬りたい訳ではなく、変則的に称賛したい。というのも、映画の終盤はとても奇妙で、意図的に鈍く、余計な注意を引くためである」としている。クリストファー・オーアはアトランティック誌で、ほとんどすべての点で（従来のボンド映画に）逆行してしまったと評した。シャーロット・オブザーバー紙のローレンス・トップマンは、クレイグの演技を「退屈、ジェームズ・ボアード（退屈：bored）」と評した。アリッサ・ローゼンバーグはワシントン・ポストに寄稿した文で、本作は残念ながら従来のボンド映画になってしまったと述べた。
ローリングストーンで公開された肯定的なレビューで、ピーター・トラバーズは映画に4つ星のうち、3.5の星を与えた。スペクターを「ボンド・ファンのパーティー・タイム、映画で最も長く続いているフランチャイズで、激しく、面白く、豪華に生み出されたバレンタインの贈り物」と記した。

### 使用車両
ボンドカーへ移動

### 秘密兵器など
グロック17・ピストル
冒頭のメキシコシティでボンドが所持した拳銃。FAB Defense社製の「KPOS」コンバージョンキットが装着され、代用カービンの形状となっている。オプションとして集音器兼用のレーザーポインターも備える。また、Cがノーマルなグロック17を自分のオフィスの机に入れている。
ステアーAUG
Q課に置かれていたものをボンドが手に取る。
アーセナルAF2011-A1
ミスター・ヒンクスが所持。M1911拳銃を水平二連式にしたもの。二発の弾丸を同時に発射するため、ボンドが操縦する軽飛行機が被弾した際には大きな破孔が開いた。
シーマスター300 マスター・コーアクシャル・腕時計
Q課の発明品。時限爆弾の機能が搭載されており、仕掛けを作動させると、『死ぬのは奴らだ』に登場した腕時計を彷彿とさせ、文字盤が赤く発光する。
スマートブラッド
Q課において健康診断の際に、ボンドに注射された。極小のマイクロチップによりボンドの現在地を追跡できるようになっている。元々はメキシコシティの一件を受けMが指示したものだが、後にCによる監視の危険性が明らかになり、監視を解除すべきと判断されている。
DNA検出装置
Qが指輪に付着したDNAの検出の際に用いており、そこから過去の所持者達とスペクターとの繋がりを掴むこととなる。

## 主題歌
イングランドの男性シンガー、サム・スミスが起用され、「Writing's On The Wall」を歌った。
主題歌の曲名（「Writing's On The Wall」）が映画のタイトルと異なっているのは「私を愛したスパイ（The Spy Who Loved Me）」『Nobody Does It Better』、「オクトパシー（Octopussy）」の『All Time High』、「カジノ・ロワイヤル（Casino Royale）」の『You Know My Name』、「慰めの報酬（Quantum Of Solace）」の『Another Way to Die』に続き5例目となる（「女王陛下の007（On Her Majesty's Secret Service）」の『We have all the time in the world』を主題歌とするなら、6例目）。ちなみに、主題歌候補のひとつとしてレディオヘッドが「スペクター（Spectre）」を歌っているが、選考で敗れている。後にフリー・ダウンロードで公開され、翌年にリリースされた、「ア・ムーン・シェイプト・プール」のボーナス・トラックに収録された。

## 問題

### ハッキング事件
2014年11月23日に、ソニー・ピクチャーズ・エンタテインメントへのハッキング事件が発生し、本作の製作に関わる書類の一部が流出した。その中には、本作の脚本の草稿も含まれていた。

### 著作権上の問題
1961年の『サンダーボール作戦』製作に当たって、「スペクター」という組織の名称とそれに関係する登場人物の権利をめぐり、原作者のイアン・フレミングとプロデューサーのケヴィン・マクローリーの間で訴訟が起きた。それ以来、スペクターの使用権は007における紛争の種となっていた（『サンダーボール作戦』と『ネバーセイ・ネバーアゲイン』の項目を参照）。この訴訟が原因で1971年の『ダイヤモンドは永遠に』以降、スペクターは映画に登場しなくなった。
2013年11月、メトロ・ゴールドウィン・メイヤー（MGM）はマクローリーの遺産を管理するイーオン・プロダクションズの親会社であるダンジャックからスペクターとそれに関連する登場人物を映画に出す権利を購入した。

## 受賞歴
| 年   | 映画賞                     | 賞             | 対象                                   | 結果       |
| ---- | -------------------------- | -------------- | -------------------------------------- | ---------- |
| 2016 | 第73回ゴールデングローブ賞 | 主題歌賞       | Writing's on the Wall （サム・スミス） | 受賞       |
| 2016 | 第88回アカデミー賞         | 歌曲賞         | Writing’s on the Wall （サム・スミス） | 受賞       |
| 2016 | 第39回日本アカデミー賞     | 優秀外国作品賞 |                                        | ノミネート |
| 2016 | 第21回エンパイア賞         | イギリス映画賞 |                                        | 受賞       |
| 2016 | 第21回エンパイア賞         | スリラー映画賞 |                                        | 受賞       |

## テレビ放送
| 回数 | テレビ局   | 番組名（放送枠名） | 放送日            | 放送時間      | 放送分数 | 世帯視聴率 | 個人視聴率 | 備考         |
| ---- | ---------- | ------------------ | ----------------- | ------------- | -------- | ---------- | ---------- | ------------ |
| 1    | テレビ朝日 | （なし）           | 2021年9月26日(日) | 21:00 - 23:05 | 125分    | 8.5%       | 4.5%       | 地上波初放送 |

- 視聴率はビデオリサーチ調べ、関東地区・リアルタイム。

## Blu-ray/DVD
20世紀フォックス ホーム エンターテイメント ジャパンよりBlu-ray DiscとDVDが発売。
- Blu-ray
  - 007 スペクター 2枚組ブルーレイ&DVD〔初回生産限定〕　品番：MGXF-64760　発売日：2016年4月6日
  - 007 スペクター　品番：MGXJC-64760　発売日：2016年12月21日
- DVD
  - 007 スペクター　品番：MGBA-64760　発売日：2016年4月6日
  - 007 スペクター　品番：MGBNG-64760　発売日：2016年12月21日

ワーナー・ブラザース ホームエンターテイメントよりBlu-ray DiscとDVDが発売。NBCユニバーサルが販売。
- Blu-ray
  - 007/スペクター　品番：1000782359　発売日：2020年11月11日
- DVD
  - 007/スペクター　品番：1000782366　発売日：2020年11月11日

## その他
- 冒頭のパレードより、ボンドがホテルの部屋に戻って建物の屋上から狙撃に至るまでの冒頭、5分45秒までは1カットで撮られている。
  - また、このパレードは本作の物語の中の架空のものだったが、本作公開後、世界中からメキシコ政府に「いつ、どこに行けばあのパレードを見られるのか」という問い合わせが殺到。2016年から毎年、実際にメキシコシティの「死者の日」直前の週末に開催されるようになり、多数の観光客が訪れるようになった[24]。
- 恒例のガンバレル・シークエンスが『ダイ・アナザー・デイ』以来13年ぶり、ダニエル・クレイグがボンド役についてからは初めて冒頭に登場する（このシークエンス自体は前作でもエンディングに登場する）。
- 本作品よりM（ギャレス・マロニー）役がレイフ・ファインズに交代。新しいMは元イギリス陸軍出身で、特殊部隊の所属経験やIRAとの戦闘にも参加するなど現場経験豊富な人物。前作『スカイフォール』ではMI6の行動を規制する情報国防委員会の委員長を務めており、前任のMに引退勧告をしたり、ボンドに厳しい言葉を浴びせるなど歴代のMに比べて手厳しい描写も多いが、ボンドの意図を汲んだ後は協力的になるばかりか、物語終盤では特殊部隊出身の軍人らしく自ら現場に赴き最前線で戦うなど、歴代のMに比べて行動的に描かれている。
- ボンドの敵の名が直接タイトルに冠せられるのは1964年公開の『ゴールドフィンガー』以来、51年ぶり。
- 本作の後半を飾るスペクター基地での爆破シーンは大量の燃料と火薬を用いて行われ、「映画史上最大の爆破シーン」としてギネス世界記録に認定された[25]。
- ローマにて行われたスペクターの集会シーンにおいて、スーパーカーが多数登場している。レクサスLFAなどの希少車から、市販化されていない車種など、あらゆるスーパーカーが一堂に会する姿を見ることができる。
- 本編とは関係ないが、パインウッド・スタジオで撮影が行われた縁から『スター・ウォーズ/フォースの覚醒』においてダニエル・クレイグがカメオ出演している[26]。

### 過去作品へのオマージュ
- ダニエル・クレイグがボンド役に就いた『カジノ・ロワイヤル』〜『スカイフォール』までの全てが密接にリンクしたストーリーとなっており、オープニング映像にもそれまでの悪役やヴェスバー、前任のMが登場する[注釈 5]。オープニングに過去の映像が出てくるのは『ゴールドフィンガー』、『女王陛下の007』以来。
- アバンタイトルで登場するキーアイテムの指輪に刻まれたスペクターの紋章はタコを模っており、オープニング映像でもタコの足や墨をモチーフとする表現があるが、『オクトパシー』においてもタコはヒロインのオクトパシーの名前の元となる生き物として登場する他（彼女の父スマイスがタコの専門家であった）、オープニング映像では赤いタコのマークが、本編内ではオクトパシーの部下であるマグダの背中にタコの入れ墨がある。また、同作の原作小説に、ボンドの育ての親であり、本作で言及されるハンス・オーベルハウザーが登場する。
- 前任のMは前作『スカイフォール』で殉職しているが、本作ではボンドへ任務を伝えるためのビデオレターの形で登場する。なお、エンディングにジュディ・デンチのクレジットは掲載されていない。
- Qの用意した腕時計の仕掛けを作動させると、『死ぬのは奴らだ』のロレックスと同じように文字盤が赤く光る。
- ボンドがスペクターの秘密基地に招かれ丁重なもてなしを受け、ブロフェルドもしくはスペクター幹部との会話の後、基地脱出を図るシークエンスは、過去の映画作品にも多用された。特にボンドガールが同伴する点において（ボンドガールが用意されたチャイナドレス的な服に着替えたりするなど）、『ドクター・ノオ』の同シーンと非常に近いものがある。
- ボンドがスペクターの秘密基地に到着した際、スペクターのメンバーが差し出した銀のトレイに拳銃をホルスターごと乗せるのは、『死ぬのは奴らだ』のクライマックスにも同じようなシーンがあり、それへのオマージュと考えられる。
- ボンドがオープニングで職を解かれ、ラストで愛する女性と結ばれた末にMI6を辞職して映画が終了するのは、『女王陛下の007』との相似である。また『スペクター』の予告映像に『女王陛下の007』のテーマ曲（オープニングのインストルメンタル）が使用されているが、本編には使用されていない。
- Qの作業場には『カジノ・ロワイヤル』で使用したアストンマーティン・DBS（カジノアイス）と『慰めの報酬』で使用したアストンマーティン・DBS（クァンタムシルバー）が駐車してある他、『ワールド・イズ・ノット・イナフ』のボートチェイスでボンドが乗った小型ボート等、過去作品でボンドが乗用したものが置かれている。